# Nymphoides simulans
Nymphoides simulans är en vattenklöverväxtart som beskrevs av Aston. Nymphoides simulans ingår i släktet sjögullssläktet, och familjen vattenklöverväxter. Inga underarter finns listade i Catalogue of Life.